# Daichi Sawano

Daichi Sawano (澤野 大地, Sawano Daichi), né le 16 septembre 1980 dans l'arrondissement Nishiyodogawa-ku d'Ōsaka, est un athlète japonais, spécialiste du saut à la perche.

## Carrière
En 2003, Daichi Sawano se qualifie pour la finale des Championnats du monde de Paris mais quelques minutes avant le début du concours, il apprend le décès de son père et abandonne la compétition, en pleurs.
Son meilleur saut est de 5,83 m, réalisé à Shizuoka en 2005. Il a remporté la médaille d'or lors des 14es Championnats d'Asie à Colombo en 2002 (avec 5,40 m) et a terminé deuxième en Coupe du monde des nations à Athènes en 2006 (avec 5,70 m).
Le 3 juillet 2016, il franchit à Tokyo 5,75 m, mesure qu'il n'avait pas égalée depuis 2007, pour se qualifier pour les Jeux olympiques de Rio où il atteint la finale olympique et se classe 7e avec 5,50 m.

## Palmarès
| Date | Compétition                  | Lieu           | Résultat | Marque |
| ---- | ---------------------------- | -------------- | -------- | ------ |
| 2002 | Championnats d’Asie          | Colombo        | 1er      | 5,40 m |
| 2003 | Championnats du monde        | Paris          | finale   | DNS    |
| 2004 | Jeux olympiques              | Athènes        | 13e      | 5,55 m |
| 2005 | Championnats du monde        | Helsinki       | 8e       | 5,50 m |
| 2005 | Championnats d’Asie          | Incheon        | 1er      | 5,40 m |
| 2006 | Championnats d’Asie en salle | Pattaya        | 1er      | 5,60 m |
| 2006 | Coupe du monde des nations   | Athènes        | 2e       | 5,70 m |
| 2006 | Jeux asiatiques              | Doha           | 1er      | 5,60 m |
| 2008 | Championnats d’Asie en salle | Doha           | 1er      | 5,45 m |
| 2009 | Championnats d’Asie          | Guangzhou      | 3e       | 5,45 m |
| 2009 | Championnats du monde        | Berlin         | 10e      | 5,50 m |
| 2011 | Championnats d’Asie          | Kōbe           | 1er      | 5,50 m |
| 2011 | Championnats du monde        | Daegu          | 14e      | 5,65 m |
| 2014 | Jeux asiatiques              | Incheon        | 2e       | 5,55 m |
| 2016 | Jeux olympiques              | Rio de Janeiro | 7e       | 5,50 m |

## Records
| Épreuve          | Épreuve      | Performance | Lieu     | Date            |
| ---------------- | ------------ | ----------- | -------- | --------------- |
| Saut à la perche | En plein air | 5,83 m (NR) | Shizuoka | 3 mai 2005      |
| Saut à la perche | En salle     | 5,70 m      | Reno     | 10 janvier 2004 |